# Politické spektrum
Politické spektrum je systém charakterizující a klasifikující různé politické pozice ve vztahu k sobě navzájem na jedné nebo více geometrických osách, které představují nezávislé politické dimenze. Používají se také výrazy jako politický kompas a politická mapa, zejména pokud se používá dvourozměrný model.
Politická spektra často zahrnují pravolevou dimenzi, která původně odkazovala na uspořádání sedadel ve francouzském parlamentu na počátku velké francouzské revoluce (1789–1799), kde z pohledu předsedajícího seděli aristokraté na čestné straně, tedy napravo, zatímco nešlechtici vlevo. Pravice se ztotožňuje s konzervatismem a ekonomickým liberalismem, zatímco levice bývá v tomto pojetí sociálně progresivní a hájí zásahy státu do ekonomiky ve prospěch chudší části obyvatelstva. Oproti tomu vnímání nacionalismu se značně proměnilo a zatímco za francouzské revoluce byl jednoznačně spojen s levicí (v protikladu k nadnárodně smýšlející šlechtě), tak dnes bývá obvykle, třebaže ne nutně správně, vnímán jako součást pravice. Nevyhraněné postoje uprostřed politického spektra se označují jako centrismus, zatímco na krajích spektra se znázorňují radikální, extrémní pozice daného směru, tedy krajní pravice a krajní levice.
Politologové často konstatují, že jediná osa je příliš jednoduchá a nedokáže popsat pestrost politických názorů, a proto přidávají další osy. Často politickou mapu kreslí na půdorysu ekonomických (pravolevá osa) a sociokulturních postojů (dimenze autoritarismus – svobodomyslnost).